# 查爾斯·達爾文大學
查爾斯·達爾文大學（英語：Charles Darwin University；），澳洲公立大學。位於北領地，是該地區最大、最主要的高等學府，此校有八個校區，遍佈北領地。成立於1951年，起初為成人教育學院，2003年與其他院校合併為當今的查爾斯達爾文大學，主要校區位於達爾文市區。

## 歷史
1. 達爾文社區大學 Darwin Community College
2. 孟席斯健康研究學院 Menzies School of Health Research
3. 北領地學院 University College of the Northern Territory
4. 中部澳洲學院 Centralian College
5. 北領地大學 Northern Territory University

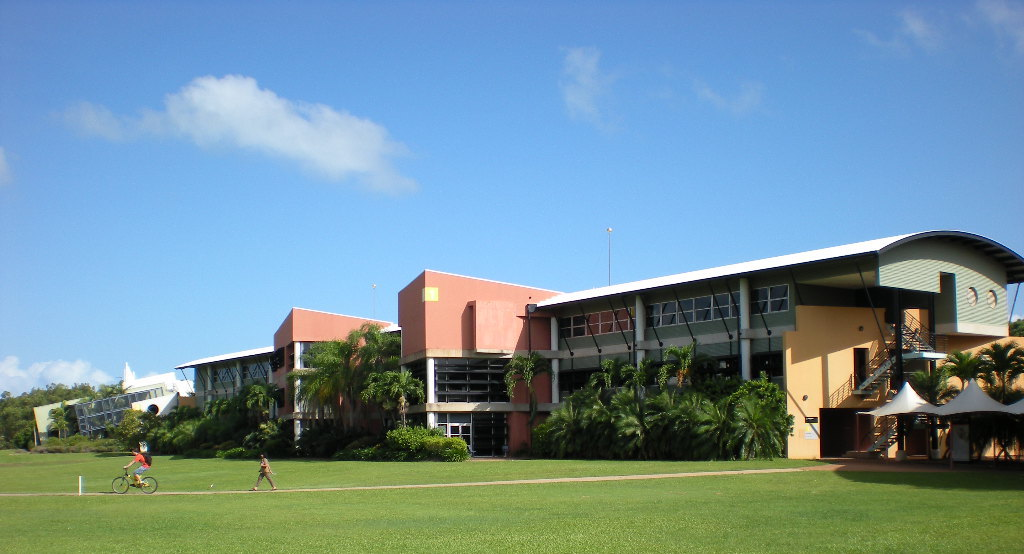

6. 查爾斯·達爾文大學 Charles Darwin University

## 組織

### 學院
- 人文與社會學院 Faculty of Art and Society
- 科學與工程學院 Faculty of Science and Technology
- 衛生學院 Faculty of Health

### 研究中心
- 澳大利亞北部石油和天然氣中心 North Australian Centre for Oil and Gas
- 孟席斯健康研究學院 Menzies School of Health Research[17]
- 北部研究院 The Northern Institute
- 環境與生計研究所 Research Institute for Environment & Livelihoods
- 澳大利亞原住民知識和教育中心 Australian Centre for Indigenous Knowledge and Education（ACIKE）
- 健康和福利研究中心 Research Centre for Health and Wellbeing
- 可再生能源中心 Centre for Renewable Energy
- 領導、學習與發展中心 Centre for School Leadership, Learning & Development
- 國際教育中心 International Centre for Education（IGCE）